# Kerncentrale Changjiang
De kerncentrale van Changjiang (昌江核电站) is een kerncentrale in de Autonome Li Prefectuur Changjiang op het eiland Hainan in het zuiden van de Volksrepubliek China.
De centrale werd gebouwd als een gezamenlijk project van de China National Nuclear Corporation (CNNC) en Huaneng Power International. De vergunning voor de bouw van de kerncentrale werd in juli 2008 verleend door de Staatscommissie voor Ontwikkeling en Hervorming van China. De eerste werken begonnen in december 2008.
De uiteindelijke kerncentrale zal bestaan uit vier drukwaterreactoren, twee van het Chinese type CNP-600 met een elektrisch vermogen van elk 650 megawatt en twee van het type HPR-1000, ook wel bekend als "Hualong One", met een vermogen van 1170 megawatt. De eerste fase is opgeleverd, de tweede zal volgens planning in 2026 worden opgeleverd.
De bouw van fase 1 begon op 25 april 2010. De kosten voor het bouwen van de eerste twee blokken zouden naar verwachting 19 miljard yuan bedragen, waarbij meer dan 70% van de apparatuur in China wordt gemaakt. De totale kosten van het bouwen van eenheden 3 en 4 (fase 2) werden in 2019 geschat op 39,45 miljard yuan. Op 2 september 2020 werd goedkeuring gegeven door de overheid en vanaf 31 maart 2021 wordt gebouwd aan reactor 3. 